# コーシーの函数方程式
数学の実解析におけるコーシーの函数方程式（コーシーのかんすうほうていしき、英: Cauchy's functional equation）は、オーギュスタン・ルイ・コーシーがその著書『解析教程』において扱ったことに名を因む、{\displaystyle f(x+y)=f(x)+f(y)} で与えられる函数方程式である。一般に、この方程式を満足する函数・写像は加法的であると言う（しかし、以下、本項では f として実函数の場合のみを取り扱う）。
- この方程式を ℚ 上で（つまり有理変数有理数値の函数）で考える場合、初等代数学的な方法で解函数が f: x ↦ cx (c は有理数) という形の函数族（ℚ-線型写像）のみであることが確かめられる。

ℝ 上で実函数解を考えるとき、c を任意の実数に取り換えた族 f: x ↦ cx はやはりこの方程式の解となるが、それ以外にも極めて複雑な解が存在しうる。それでもなお、適当な「正則性条件」を設定することによって、病的な解を排除することはできる（中には極めて弱い条件のものもある）。例えば、加法的函数 f: ℝ → ℝ が ℝ-線型となる条件として以下のようなものが挙げられる:
- 連続性: f が ℝ の至る所で連続 (Cauchy 1821). より弱く、f が少なくとも一点で連続 (Darboux in 1875).
- 単調性: f が任意の区間上で単調.
- 有界性: f が任意の区間上で有界(S.Pincherle and U.Amaldi 1901).
- 可測性: f がルベーグ可測(M.R.Fréchet 1913).
- ある正の開区間{\displaystyle (0,\delta )}では同符号(Darboux 1880).

逆に f に何の制約条件も課さなければ、（選択公理を仮定して）無限個の非線型函数がこの方程式を満足することが示せる。1905年にゲオルク・ハメルは、今日ではハメル基底と呼ばれる ℝ の ℚ 上の基底を用いて、それを証明した。そのような解函数はハメル函数と呼ばれることもある。
ヒルベルトの第五問題はこの方程式の一般化である。実数 c が存在して f(cx) ≠ cf(x) となるような解函数は、コーシー-ハメル函数と呼ばれ、ヒルベルトの第三問題を三次元からより高次元へ拡張するのに用いるデーン-ハドヴィガー不変量に用いられる。

## ℚ 上の解
初等的な四則演算しか含まない簡単な議論によって、有理数変数有理数値の加法的函数 f: ℚ → ℚ の概念が ℚ 上の ℚ-線型写像の概念と同じものを定めることが示せる。
定理函数 f: ℚ → ℚ が加法的ならば、f は ℚ-線型である。
証明の概略加法性から明らかに f(0) = 0 および x は任意として、自然数 n に対して f(nx) = n⋅f(x) が分かる。これにより 0 = f(x + (−x)) = f(x) + f(−x) から f((−1)⋅x) = (−1)⋅f(x) および自然数 d に対して f(d⋅x/d) = d⋅f(x/d) から f((1/d)⋅x) = (1/d)⋅f(x). ゆえに任意の有理数 q = ±n/d (n, d は自然数) に対して、f(qx) = f((±n/d)⋅x) = f(n⋅((±1/d)⋅x))= n⋅f((±1/d)⋅x) = n⋅f((1/d)⋅((±1)⋅x)) = (n/d)⋅f((±1)⋅x) = (±n/d)⋅f(x) = q⋅f(x).

## ℝ 上の非線型解の存在
ℚ 上の線型性証明の議論は、任意の実数 α を用いてスケール変換した ℚ のコピー αℚ ≔ {αq  |  q ∈ ℚ} に対する函数 f: αℚ → ℝ でも有効である。つまり、そのような集合に f の定義域を制限すれば線型解に限られ、したがって一般に任意の q ∈ ℚ と任意の α ∈ ℝ に対して f(qα) = qf(α) が成り立つ。しかし以下に示すように、実数体 ℝ を有理数体 ℚ 上のベクトル空間と見ることにより、これら ℚ-線型解に基づいて極めて病的な解 f: ℝ → ℝ を見つけることができる。ただし注意すべきは、これが非構成的方法であることである。それはツォルンの補題によって示される、任意のベクトル空間に基底が存在することを用いた議論だからである。
さて、任意のベクトル空間は基底を持つのだから、実数体 ℝ にも ℚ 上のベクトル空間としての基底が存在する。それは部分集合 ℬ ⊂ ℝ であって、各 x ∈ ℝ に対して ℬ の適当な有限部分集合 {xi}i∈I (つまり |I| ≤ ℵ0) が存在して、何れも非零な定数 λi ∈ ℚ を用いて x = ∑
i∈I λi⋅xi の形に一意的に表すことができるという性質を持つものである。しかし、そのような ℝ の ℚ-基底を構成的な方法で明示的に与えることはできないから、求める病的な解函数も同様に明示的に構成することはできないことを再度断っておく。
既にみた通り、各 xi ∈ ℬ に対して f を xiℚ に制限したものは f(xi) を比例定数とする ℚ-線型写像 f: xiℚ → ℝ; λi xi ↦ f(xi)λi でなければならない。各 x ∈ ℝ が xi の一意的な有限線型結合として表されるから、f: ℝ → ℝ が加法的との仮定のもとで、{\displaystyle f(x)=f{\Big (}\sum _{i\in I}\lambda _{i}x_{i}{\Big )}=\sum _{i\in I}f(\lambda _{i}x_{i})=\sum _{i\in I}{f(x_{i})\lambda _{i}}} と置くことにより、任意の x ∈ ℝ に対して f(x) は矛盾なく定まる。基底に対する f の値 f: ℬ → ℝ に基づいて定義した f がコーシーの函数方程式を満足することを確かめるのは難しくない。さらに言えば、任意の解函数がこのようにして得られることも明らかである。特に、方程式の解函数が ℝ-線型となるための必要十分条件は、f(xi)/xi が xi ∈ ℬに依らず一定となることである。ある意味、非線型解を明示できないにもかかわらず、コーシーの函数方程式の解函数は（濃度の意味で）「ほとんど」が実際に非線型な病的解である。

## 関連する方程式
コーシーの『解析教程』第5章「ある条件を満たす一変量の連続関数を決定すること.」の §1 には "二つの同じ形の一変量の関数を互いに加えたり乗じたりするとき, その和または積として, それぞれの関数の変化量の和または積の同じ形の関数が与えられるという性質をもつ連続関数を探し出すこと." という節題が付けられていて、（上で見た方程式を含む）以下の方程式およびその実連続函数解が考察されている:
実函数 Φ: ℝ → ℝ は至る所連続で、変数 x, y は 1, 2 では任意の実数、3, 4 では正の実数を動くものとして
1. Φ(x + y) = Φ(x) + Φ(y): 解は線型函数 Φ(x) = ax,
2. Φ(x + y) = Φ(x) × Φ(y): 解は指数函数 Φ(x) = Ax,
3. Φ(xy) = Φ(x) + Φ(y): 解は対数函数 Φ(x) = aLog(x),
4. Φ(xy) = Φ(x) × Φ(y): 解は冪函数 Φ(x) = xa.

明らかに零函数はこの何れの方程式も満たし、自明な解と呼ばれる。コーシーの著書に従えば、2–4 の非自明な連続解は、変域等に注意しつつ 1 に帰着することで得られる（2 は 1 の証明を乗法的になぞる方法でも示されている）:
- 例えば 2 は、Φ(x) = Φ(x/2 + x/2) = Φ(x/2)2 > 0 に注意して、両辺の対数（底は何でもよい）を取れば LogΦ(x + y) = LogΦ(x) + LogΦ(y) ゆえ 1 を LogΦ に適用して LogΦ(x) = ax から Φ(x) = Aax を得る（ここでの Aa を上では改めて A と書いている）。
- 3 は u ≔ Log(x), v ≔ Log(y) によって x = Au, y = Av（つまりこの A は Log の底）と書けば、Φ(Au+v) = Φ(Au) + Φ(Av) となり Φ∘A に関して 1 の形であるから、Φ(Au) = au, したがって Φ(x) = aLog(x)
- 4 は 3 と同様の置き換えで 2 に帰着すれば Φ(Au) = Aau, 変数を戻して Φ(x) = AaLog(x) = xa となる。

## 注